# Parada Cimenrita
A Parada Cimenrita foi parte da extensão operacional da Linha 8–Diamante da CPTM, localizada no município de Itapevi.

## História
Após a Pedreira Santa Rita ter sido adquirida no início dos anos 1950 pelo grupo italiano Calci e Cementi di Segni, a nova proprietária investiu na construção de uma fábrica de cimento entre 1954-56. Para realizar a obra, a empresa italiana solicitou ao governo do estado de São Paulo a construção de um desvio no quilômetro 40 da Linha Tronco da Sorocabana. Por volta dessa época surgiu um apeadeiro diante da fábrica, batizado de Parada Quilômetro 40. A fábrica de cimento foi inaugurada em 1958, sendo batizada Cimento Santa Rita S/A, com seu endereço telegráfico chamado "Cimenrita". Na década de 1960, o nome Cimenrita passou a designar a região do entorno da fábrica e a parada.
Apesar do crescimento da fábrica, a Parada Cimenrita continuou com instalações precárias, sendo constituída de um simples apeadeiro de madeira, com menos de 10 metros de comprimento, sem cobertura ou qualquer outra infraestrutura. Em 1984, já sob gestão da Fepasa, sua situação era precária: 
"...Cimenrita é apenas uma plataforma de madeira podre, com grandes buracos, sem proteção para sol, chuva ou vento. Ali não há nem bilheteiro, nem chefe de estação, nem nada. É menos que um ponto de ônibus da periferia de São Paulo..."— Trecho de matéria do repórter Paulo Sérgio Scarpa publicada no jornal Folha de S. Paulo, 9 de janeiro de 1984
Dentro do plano de modernização dos subúrbios, a Fepasa contratou obras de revitalização da parada, sendo reinaugurada em 21 de junho de 1985. Apesar da reforma, a Fábrica Cimenrita foi adquirida em 1991 pelo Grupo Votorantim e desativada. Com a desativação, o número de passageiros da parada entrou em declínio. Em 19 de junho de 2009 o esqueleto da fábrica foi implodido, obrigando o fechamento da ferrovia por algumas horas. Em 30 de abril de 2010, a Parada Cimenrita foi desativada pela CPTM para a realização de obras de modernização da extensão operacional Itapevi–Amador Bueno. Apesar da extensão ter sido reinaugurada em 2014, a Parada Cimenrita foi demolida por falta de demanda.
Em janeiro de 2020, o governo de João Doria anunciou que a empresa vencedora da concessão da Linha 8, cuja licitação foi publicada em agosto do mesmo ano, reconstruiria com recursos de acessibilidade a Estação Ambuitá. A Prefeitura de Itapevi tentou adicionar à concessão a Estação Cimenrita, ausente da minuta do edital. Com o anúncio, as obras de revitalização do entorno, como asfaltamento das principais vias, implantação de corredores de ônibus e a duplicação da Rodovia Engenheiro Renê Benedito da Silva, onde há o acesso à antiga parada, foram intensificadas pela prefeitura de Itapevi.

## Tabelas
| Sigla | Estação   | Inauguração | Plataformas | Posição    | Notas                 |
| ----- | --------- | ----------- | ----------- | ---------- | --------------------- |
| CMR   | Cimenrita | 1959        | Laterais    | Superfície | Desativada e demolida |